# 繁荣卫士行动
繁荣卫士行动是由美国主导的军事行动，由以多国联盟于2023年12月组成，旨在应对胡塞武装领导的红海航运袭击。
美国国防部长劳埃德·奥斯汀宣布组建国际海上安全部队，旨在结束胡塞武装对以色列在红海的封锁，并反击胡塞武装对前往以色列或与以色列相关的国际海上贸易的威胁 2023年以色列-哈马斯战争以及胡塞武装参与其中，商船遭受了数周的袭击。该联盟目前有20多名成员。 埃及和沙特阿拉伯在经济上都依赖该地区畅通无阻的商业航运，因此没有出现在名单上的参与者中。苏伊士运河管理局主席乌萨马·拉比亚表示，“苏伊士运河的航行交通并未受到红海局势的影响”。除了列出的11个联盟成员国之外，还有10个匿名政府参与其中。

## 背景
此次行动旨在确保红海、曼德海峡和亚丁湾海上交通安全。  2023年以色列与哈马斯战争爆发后，多艘民用集装箱和货船在亚丁湾遭到胡塞武装袭击和劫持。这些袭击促使大多数主要航运公司将航线从苏伊士运河转移。截至2023年12月21日，至少有十二艘民用船只遭到袭击。
往返红海的水道是连接地中海与印度洋、苏伊士运河与非洲之角的全球经济的航运咽喉要道。 这导致2023年的局势被《经济学人》称为“新苏伊士危机”。 

## 军队
在美国联合海上部队的控制下，第153号联合特遣部队将控制该行动的船只，目前包括英国的“鑽石”号飛彈驅逐艦，一艘希腊海军护卫舰，  拉布恩号驱逐舰，和另外两艘美国驱逐舰。美国特遣队可能包括“卡尼”号驱逐舰和“梅森”号。荷兰计划派遣两名参谋。挪威计划派遣最多十名参谋，但目前尚未派遣任何船只。 澳大利亚宣布将派遣11名军事人员，但不派出军舰。 美国还要求澳大利亚向该地区部署军舰，但遭到澳大利亚拒绝。
加拿大正在通过阿耳忒弥斯行动部署三名参谋。加拿大武装部队将部署数量不详的陆地、空中和海上支援车辆。塞舌尔没有部署任何船只或人员，并将其参与仅限于“提供和接收信息”。丹麦表示，他们将派遣一名军官参与此次行动。

### 损失
2024年1月22日，美国中央司令部宣布在1月11日执行在索马里海岸附近登上一艘伊朗船只的行动中失踪的两名美国海豹突击队队员，他们的身份已更改为死亡。

## 反应
胡塞武装表示：“我们有能力击沉你们的舰队、你们的潜艇、你们的军舰”，并补充说“红海将是你们的坟墓”。 伊斯兰革命卫队总司令侯赛因·萨拉米在一份公开声明中向伊朗公众保证，联军无需担心。  （伊朗政府长期以来一直声称与胡塞运动有直接联系）据称，伊朗革命卫队高级官员穆罕默德·礼萨·纳克迪威胁要关闭“地中海、直布罗陀海峡和其他水道”，但没有解释如何关闭。
虽然被美国列为该联盟的一部分，但法国国防部表示，包括在内的法国军舰“将继续接受法国指挥”。 意大利国防部表示“Italian frigate”号Virginio Fasan不參加繁荣守護者行動。 西班牙国防部表示，它只会参加北约或欧盟协调下的行动， 2024年1月10日，西班牙第三次拒绝参加繁榮守護者行动。
2024年1月9日，新加坡國防部長黄永宏在國會宣布，新加坡海軍將會加入美國領導的紅海防衛聯盟，因為維護自由航行符合新加坡的切身利益，新加坡需要採取行動。